# Kanton Liévin
Kanton Liévin (francouzsky Canton de Liévin) je francouzský kanton v departementu Pas-de-Calais v regionu Hauts-de-France. Tvoří ho čtyři obce. Zřízen byl v roce 2015.

## Obce kantonu
- Éleu-dit-Leauwette
- Givenchy-en-Gohelle
- Liévin
- Vimy